# Quilombo (film)
Pour les articles homonymes, voir Quilombo.
Pour plus de détails, voir Fiche technique et Distribution.
Quilombo est un film brésilien réalisé par Carlos Diegues, sorti en 1984. Il fait partie de la sélection officielle au Festival de Cannes 1984. C'est l'adaptation des romans Ganga Zumba de João Felicio dos Santos et Palmares de Décio Freitas.

## Synopsis
Dans un engenho du Pernambouc vers 1650, un groupe d'esclaves se rebellent et se dirigent vers le Quilombo de Palmares, où existe une nation d'ex-esclaves fugitifs qui résistent au colonialisme.

## Fiche technique
- Titre français : Quilombo
- Réalisation : Carlos Diegues
- Scénario : Carlos Diegues d'après les romans de João Felicio dos Santos et Décio Freitas
- Pays d'origine : Brésil
- Format : Couleurs - 35 mm - Mono
- Genre : drame
- Durée : 119 minutes
- Date de sortie : 1984

## Distribution
- Zezé Motta : Dandara
- João Nogueira : Rufino
- Grande Otelo : Baba
- Antonio Pitanga : Acaiuba
- Antônio Pompêo : Zumbi
- Joffre Soares : Caninde
- Tony Tornado : Ganga Zumba